# Аарон Якубенко
Аарон Якубенко (англ. Aaron Jakubenko; нар. 8 грудня 1988, Мельбурн) — австралійський актор українського походження.

## Стрічкопис
| Рік       |   | Українська назва         | Оригінальна назва            | Роль                          |
| --------- | - | ------------------------ | ---------------------------- | ----------------------------- |
| 2018      | с | Країна припливів         | Tidelands                    | Огі Мактір (8 епізодів)       |
| 2016      | ф |                          | The Spirit of the Game       | Делайл Конді                  |
| 2016—2017 | с | Хроніки Шаннари          | The Shannara Chronicles      | Андер Елесседіл (10 епізодів) |
| 2013      | с | Сусіди                   | Neighbours                   | Роббо Слейд (21 епізод)       |
| 2013      | ф |                          | Blinder                      | Довсон                        |
| 2013      | с | Спартак: Війна проклятих | Spartacus: War of the Damned | Сабін (4 епізоди)             |
| 2012      | ф |                          | Tower of Ablutions           | містянин                      |